# نضیر (شهر)
 نضیر  به عربی ( الَنَضیر  )، نام شهریست در جنوب کوه (رازخ)، از توابع استان صَعده در کشور یمن در شبه جزیره عربستان. 
در این شهر باغ‌های انگور (کروم) و نخل خرما فراوان است. همچنین درخت القات در کشتزارهای این شهر زیاد کاشته می‌شود.
گروهی از اهل علم وأدب وشعراء به این شهر منتسب می‌شوند.

## جمعیت
جمعیت این شهر در حدود ۱۵۰۰۰ هزار نفر می‌باشد. ساکنان این دهستان از اهل سنت از شاخه شافعی هستند. 